# Mancur Olson
Mancur Olson (anglès: Mancur Olson, Jr.)  (Grand Forks, 22 de gener de 1932 - College Park, 19 de febrer de 1998) fou un destacat economista i sociòleg nord-americà. Va realitzar importants contribucions als estudis d'economia política en temes com les funcions de la propietat privada, els impostos, els béns públics, les accions col·lectives i el desenvolupament econòmic.
Olson va destacar la base lògica de la participació en els grups de pressió. Les teories polítiques predominants en la seva època atribuïen un paper primordial a la pertinença i la participació en els grups de pressió. Unes apel·laven a l'existència d'un instint humà per la creació de grups, uns altres atribuïen el procés de modernització a la formació de grups basats en el parentiu. Olson va oferir una explicació radicalment diferent del fonament lògic de l'acció col·lectiva organitzada.

## Obres
En el seu primer llibre La lògica de l'acció col·lectiva: béns públics i la teoria de grups, va proposar que "només un incentiu individual i selectiu estimularia a una persona racional d'un grup latent a actuar amb un esperit grupal"; és a dir, que només un benefici reservat estrictament a membres d'un grup motivaria a algú a unir-se i contribuir al grup. Això significa que els individus actuaran col·lectivament per proporcionar béns privats, no per proporcionar béns públics.
El 1982, en un nou llibre, va ampliar la seva lògica de l'acció col·lectiva en un intent d'explicar El naixement i declivi de les nacions. La idea consisteix que, amb el temps, tendeixen a formar-se a l'interior dels països petites coalicions. Grups com els conreadors de cotó, els productors d'acer i els sindicats de treballadors tindran els incentius per formar grups de pressió i per influir en la política al seu favor. Les polítiques resultants d'aquestes pressions tendiran a ser proteccionistes i contràries a la innovació tecnològica, i finalment comprometran el creixement econòmic. Però, atès que els beneficis d'aquestes polítiques es concentren en els escassos membres d'aquests grups de pressió, mentre que els costos estan difuminats per tota la població, la lògica dicta que hi haurà poca resistència pública contra elles. Per tant, amb el pas del temps, segons aquestes coalicions augmentin de grandària i nombre, la nació afectada entrarà en un declivi econòmic.
En el seu últim llibre, publicat després de la seva mort, Poder i prosperitat, Olson va distingir els efectes econòmics de diferents tipus de govern, en particular la tirania, l'anarquia i la democràcia. Olson va argumentar que un "bandit nòmada" (sota l'anarquia) només té incentius per robar i destruir, mentre que un "bandit sedentari" (un tirà) té un incentiu per propiciar cert grau de prosperitat econòmica, atès que esperarà romandre en el poder el temps suficient per treure profit d'ella. Així que el bandit sedentari es fa càrrec de la principal tasca de govern: la protecció dels seus ciutadans i de les seves propietats enfront dels bandits nòmades. Olson va veure en el trànsit dels bandits nòmades als bandits estacionaris el germen de la civilització; el que, al seu torn, va iniciar el camí a la democràcia, la qual proporciona incentius al bon govern, que és el que atén els desitjos del conjunt de la població.
Per reconèixer les contribucions d'Olson als camps de l'economia i la sociologia, l'American Political Science Association va crear el Premi Olson a la Millor Tesi Doctoral en Economia Política.
- The Logic of Collective Action: Public Goods and the Theory of Groups, Harvard University Press, 1a edició 1965, 2ª ed. 1971.
- The Rise and Decline of Nations: Economic Growth, Stagflation, and Social Rigidities, Yale University Press, 1982.
- Power and Prosperity: Outgrowing Communist and Capitalist Dictatorships, Oxford University Press, 2000.